# Labena grandis
Labena grandis är en stekelart som beskrevs av Ian D. Gauld och Holloway 1986. Labena grandis ingår i släktet Labena och familjen brokparasitsteklar. Inga underarter finns listade i Catalogue of Life.